# Avalokiteshvara
Avalokiteśvara (Sanskrit: अवलोकितेश्वर) er en af de mest kendte bodhisattvaer og både Dalai Lama og Karmapa siges at være en udstråling af Avalokiteśvara.
Avalokiteshvara betragtes som medfølelsens Buddha og kaldes på dansk også for Kærlige Øjne. 
Avalokiteshvara hjælper i de forskellige eksistensformer/verdener ved at give de respektive eksistenser det de mangler for at nå oplysningen.
På Sanskrit er Avalokitesvara også kendt som Padmapāni ("Holderen af Lotussen") eller Lokeśvara ("Verdens Herre").

## Galleri
- Gandhāran statue af Avalokiteśvara, abhayamudra. Det 3. århundrede.
- Indisk hulemaleri af Avalokiteśvara. Ajaṇṭā Caves, det 5. århundrede.
- Cambodiaansk statue af Avalokiteśvara. Sandsten, det 7. århundrede.
- Malaysisk statue af Avalokiteśvara. Bidor, 8. - 9. århundrede.
- Koreansk maleri af Avalokiteśvara. Kagami Jinjya Temple, år 1310.
- Nepallesisk statue af Avalokiteśvara med seks arme. Det 14. århundrede.
- Tibetisk statue af Avalokiteśvara med 11 ansigter
- Esoterisk Cundī form af Avalokiteśvara med 18 arme.